# Léopard (bateau)
Pour les articles homonymes, voir Léopard (homonymie).
Le Léopard est un bâtiment-école de type Léopard de la Marine nationale française. Il sert à la formation à la conduite nautique des officiers et officiers-mariniers navigateurs de l'École navale, des écoles de la marine française, des administrations de l'État ou de marines étrangères. Son numéro de coque est A 748. Il peut intervenir pour la lutte anti-pollution avec un équipement adapté.

## Construction
Le Léopard est le 1er d'une série de huit navires identiques construits de 1981 à 1983, portant tous, sauf un,  des noms de fauves et surnommés la « Ménagerie. »

## Historique
Le Léopard effectue ses premières sorties à la mer en février 1982. Deux défauts sont observés, le niveau de bruit trop important dans le bord, à cause des moteurs et l’eau des soutes à eau potable n’est pas consommable. Des travaux d'isolation et une remise à niveau des soutes permettent de régler ces problèmes.
La 20e division des bâtiments-écoles est formée le 20 janvier 1983 et le Léopard en devient le chef.
Le Léopard est parrainé depuis le 7 juin 1984 par la ville de Libourne.
En 1984, le Léopard part de Brest avec d’autres bâtiments-écoles et à son bord l’amiral Fuzeau, commandant de l’École navale. Le pétrolier ravitailleur Durance croise la division dans le goulet de Brest. Son commandant, le capitaine de frégate Mailloux, lance un appel radio au Léopard et demande si la « Ménagerie » part en voyage. L’amiral Fuzeau répond « Oui, et le dompteur est à bord ! ». L'appellation est depuis restée.
La 20e division est dissoute le 13 juillet 1993 et les huit bâtiments forment le groupe des bâtiments-écoles, sous le commandement du Léopard.
Le navire reçoit deux  mitrailleuses de 12,7 mm en remplacement de deux canons de 20 mm en 2002. 
Le bâtiment et toute sa classe font l'objet d'une opération de rénovation entre 2011 et 2012, pour allonger leur durée de vie de 10 ans. Faute de budget, la marine nationale a adopté cette solution en coopération avec Piriou Naval Services. La refonte entre dans le cadre d'un contrat de maintien en condition opérationnelle sur une durée de dix ans de la classe Léopard. L'opération porte sur le remplacement des moteurs par des modèles de marque Baudouin 12 M 26-2, des groupes électrogènes, du séparateur d'hydrocarbures, des réfrigérateurs, du radar de navigation et du gyrocompas. La peinture de la coque est refaite et les deux lignes d'arbres sont inspectées.